# Totonaken
De Totonaken (Spaans: Totonacas, Totonaaks: Tachihuiin) zijn een indiaans volk in de Mexicaanse deelstaten Veracruz en Puebla. Er leven 411.266 Totonaken in Mexico. De taal van de Totonaken is het Totonaaks, en is onderdeel van de Totonaakse talen.
De Totonaken bewonen hun leefgebied al sinds precolumbiaanse tijden. Het belangrijkste Totonaakse centrum was El Tajín waarvan de bouw rond het begin van de jaartelling begon maar dat haar hoogtepunt pas duizend jaar later beleefde. Volgens de Totonaken zelf hebben ze ook Teotihuacán gebouwd, maar dat wordt door archeologen en historici niet waarschijnlijk geacht. Ten tijde van de komst van de Spanjaarden waren Papantla en Cempoala hun belangrijkste centra. Ze waren toen onderworpen aan de Azteken, en sloten zich aan bij Hernán Cortés en de zijnen in de hoop het Azteekse juk af te schudden. Cempoala was de eerste grote Indiaanse stad die door de Europese veroveraars werd aangedaan.
De Totonaken staan al sinds oudsher bekend als goede landbouwers. Zij waren de eersten die vanille verbouwden. Ze verbouwden ook maïs, pompoenen, bonen en chilipepers. Tijdens de grote hongersnood halverwege de 15e eeuw was er in de Totonaakse gebieden dan ook geen tekort aan voedsel, waardoor sommige Azteken zichzelf in ruil voor voedsel als slaaf aan hen verkochten.
De Totonaakse vrouwen stonden en staan nog steeds bekend als bekwame bewerksters van stoffen. De Spaanse missionaris Bernardino de Sahagún merkte op dat zij zich "behoorlijk" elegant kleden. Naast hun kleding is ook de dans van de voladores (vliegende dansers) bekend. Dit ritueel bestaat uit vijf mannen van wie er vier vanaf de top van een tientallen meters hoge paal aan touwen naar beneden springen, elk 13 keer draaiend, wat in totaal de 52 jaar van de Meso-Amerikaanse kalendercyclus symboliseert - de vijfde blijft op de top en speelt op de fluit.